# Vila Flor (Rio Grande do Norte)
Vila Flor é um município brasileiro situado no estado do Rio Grande do Norte, distante 86 quilômetros a sul da capital estadual Natal. Ocupa uma área de aproximadamente 47,656 km², um dos menores municípios do estado em extensão territorial e sua população segundo estimativa no ano de 2024 era de 3 289 habitantes, de acordo com o Instituto Brasileiro de Geografia e Estatística, sendo então o Vigésimo município menos populoso do Rio Grande do Norte, na 147ª colocação (em 167 municípios).
Antiga aldeia de Gramació, Vila Flor foi emancipado de Canguaretama na década de 1960. Seu nome atual foi dado no século XVIII, quando foi elevado à categoria de vila, em homenagem a uma vila portuguesa de mesmo nome. Em 1892, passou à condição de distrito e, em 1940, o nome desse distrito foi alterado simplesmente para Flor, voltando à sua denominação original apenas oito anos depois. Somente quinze anos mais tarde, o distrito foi desmembrado, passando à condição de município.

## História
A história do município de Vila Flor, localizado na região leste do estado do Rio Grande do Norte, começa no século XVI, quando foi implantada no local a aldeia de Gramació, dando origem à consequente colonização e povoamento do território. Essa aldeia, indígena, ficou sob a responsabilidade de André do Sacramento, um padre jesuíta, e cobria uma légua quadrada de área.
Já no século XVIII, entre os anos de 1743 e 1745, foram construídas a Casa da Câmara e Cadeia e a atual Igreja de Nossa Senhora do Desterro. Por meio de uma carta-régia datada de 1755, qualquer aldeia transformada em vila passaria a ter o nome de uma comuna de Portugal. Sendo assim, a aldeia de Gramació teve sua denominação alterada para Vila Flor, em homenagem à vila portuguesa de Vila Flor, pertencente ao Distrito de Bragança, Região Norte de Portugal.
A partir de 1769, o povoado de Vila Flor foi elevado à categoria de vila, oficialmente instalada pelo juiz Miguel Carlos Caldeira Castelo Branco, na mesma época em que começava se desenvolver economicamente, destacando-se na agropecuária, através do cultivo da cana-de-açúcar. Em 1858, logo após a expulsão dos jesuítas, a lei provincial nº 367 transfere a sede do povoado de Vila Flor para a povoação de Uruá, que viria a se tornar o atual município de Canguaretama, desmembrado de Natal. No final do século XIX (1892), uma lei municipal cria o distrito de Vila Flor.
Em 1933, o distrito de Vila Flor foi extinto, sendo novamente recriado cinco anos depois. Em 22 de abril de 1940, o decreto-lei estadual nº 44, baixado em cumprimento ao decreto-lei federal nº 2104 (datado de 2 de abril de 1940), altera a denominação do distrito, de Vila Flor para Flor. Essa alteração foi revertida em 23 de dezembro de 1948, quando foi sancionada a lei estadual nº 146, que devolveu ao distrito sua denominação original.
Finalmente, em 31 de dezembro de 1963, por força da lei estadual n° 3052, o distrito ganha autonomia política, desmembrando-se de Canguaretama e passando à condição de município do Rio Grande do Norte, preservando a denominação Vila Flor. A instalação oficial do novo município ocorreu em 1º de fevereiro de 1964. Desde a emancipação, Vila Flor é constituído apenas pelo distrito-sede.

## Geografia

Vila Flor (em vermelho) e municípios limítrofes

O município de Vila Flor está distante 81 quilômetros de Natal, capital estadual. Ocupa uma área de 47,656 km², sendo o oitavo menor município do estado em extensão territorial, e se limita com os municípios de Tibau do Sul a norte e Canguaretama nas demais direções.
De acordo com a divisão do Instituto Brasileiro de Geografia e Estatística vigente desde 2017, Vila Flor pertence à região geográfica intermediária de Natal e à região imediata de Canguaretama. Até então, com a vigência das divisões em microrregiões e mesorregiões, fazia parte da microrregião do Litoral Sul, que por sua vez estava incluída na mesorregião do Leste Potiguar.
Situado a uma altitude de quarenta metros acima do nível do mar, no município há predominância de um relevo plano, com altitudes inferior a cem metros. Vila Flor está situado em área de abrangência do Grupo Barreiras, oriundos do período terciário. Em geral, predominam formas tabulares, com aprofundamento de drenagem e diferentes ordens de grandeza, geralmente separados a partir de vales de fundo plano. O tipo de solo predominantemente é a areia quartzosa distrófica, bastante drenado e pouco fértil, coberto de vegetação natural e impróprio para a agricultura; também há, em pequena porção, os solos indiscriminados de mangue.
Vila Flor está dentro de um conjunto de duas bacias hidrográficas, sendo a maior delas a do rio Catu, que cobre 90,97% do território municipal, seguida pela bacia do rio Curimataú (9,03%). O principal rio que corta Vila Flor é o Catu e os principais riachos são Carrapato, Caturzinho e Gramació. A vegetação, por sua vez, é formada pela floresta subperifólia e os tabuleiros litorâneos, sendo este último típico de áreas modificadas pela ação humana. O primeiro tem como principais características a presença de árvores com folhas verdes (a maioria larga), troncos delgrados e solo recoberto por húmus.
O clima de Vila Flor é o tropical chuvoso, do tipo As na classificação climática de Köppen-Geiger, com chuvas concentradas entre abril e julho. A umidade relativa do ar média é de 75% e o tempo de insolação de aproximadamente 2 700 horas anuais. Segundo dados da Empresa de Pesquisa Agropecuária do Rio Grande do Norte (EMPARN), referentes ao período entre 2005 e 2012, o maior acumulado de chuva registrado em Vila Flor foi de 198 mm em 13 de abril de 2011. Outros acumulados iguais ou superiores a 100 mm foram: 174,6 mm em 1º de junho de 2007, 142,1 mm em 10 de maio de 2009, 134,4 mm em 3 de junho de 2007, 116,4 mm em 23 de maio de 2009, 106 mm em 20 de maio de 2011, 105 mm em 18 de junho de 2010, 104,3 mm em 17 de junho de 2007 e 100 mm em 22 de março de 2008. Em um mês o maior volume de chuva observado foi de 723,2 mm em junho de 2007.
| Dados climatológicos para Vila Flor (2005-2012) | Dados climatológicos para Vila Flor (2005-2012) | Dados climatológicos para Vila Flor (2005-2012) | Dados climatológicos para Vila Flor (2005-2012) | Dados climatológicos para Vila Flor (2005-2012) | Dados climatológicos para Vila Flor (2005-2012) | Dados climatológicos para Vila Flor (2005-2012) | Dados climatológicos para Vila Flor (2005-2012) | Dados climatológicos para Vila Flor (2005-2012) | Dados climatológicos para Vila Flor (2005-2012) | Dados climatológicos para Vila Flor (2005-2012) | Dados climatológicos para Vila Flor (2005-2012) | Dados climatológicos para Vila Flor (2005-2012) | Dados climatológicos para Vila Flor (2005-2012) |
| Mês                                             | Jan                                             | Fev                                             | Mar                                             | Abr                                             | Mai                                             | Jun                                             | Jul                                             | Ago                                             | Set                                             | Out                                             | Nov                                             | Dez                                             | Ano                                             |
| ----------------------------------------------- | ----------------------------------------------- | ----------------------------------------------- | ----------------------------------------------- | ----------------------------------------------- | ----------------------------------------------- | ----------------------------------------------- | ----------------------------------------------- | ----------------------------------------------- | ----------------------------------------------- | ----------------------------------------------- | ----------------------------------------------- | ----------------------------------------------- | ----------------------------------------------- |
| Precipitação (mm)                               | 79,6                                            | 105,6                                           | 159,4                                           | 290,8                                           | 259,2                                           | 326,7                                           | 215,4                                           | 137,3                                           | 48,6                                            | 13,8                                            | 14,3                                            | 28,3                                            | 1 679                                           |

## Demografia
No censo demográfico de 2010, de acordo com o Instituto Brasileiro de Geografia e Estatística (IBGE), Vila Flor era o décimo quarto município menos populoso do Rio Grande do Norte, com uma população de 2 872 habitantes, representando uma taxa média de crescimento de 1,28% ao ano em relação ao censo de 2000, apresentando uma densidade populacional de 60,27 hab./km². De acordo com este mesmo censo, 96,94% dos habitantes viviam na zona urbana e 3,06% na zona rural, sendo o quinto município potiguar com a maior taxa de urbanização. Ao mesmo tempo, 50,84% eram do sexo masculino e 49,16% do sexo feminino, tendo uma razão de sexo de aproximadamente 103 homens para cada cem mulheres. Quanto à faixa etária, 63,89% da população tinham entre 15 e 64 anos, 30,19% menos de quinze anos e 5,92% 65 anos ou mais.
Ainda segundo o mesmo censo, a população de Vila Flor era composta por católicos apostólicos romanos (69,83%), evangélicos (11,71%), testemunhas de Jeová (0,88%) e espíritas (0,11%), além dos sem religião (17,48%). O município tem como padroeira Nossa Senhora do Desterro e pertence à paróquia de Nossa Senhora da Conceição de Canguaretama, subordinada à Arquidiocese de Natal.
Conforme pesquisa de autodeclaração do mesmo censo, a população vila-florense era formada por pardos (63,09%), brancos (29,87%), pretos (5,54%), amarelos (1,29%) e indígenas (0,21%). Levando-se em conta a nacionalidade da população, 99,54% eram brasileiros (70,31% naturais do próprio município), sendo 99,44% natos e 0,1% naturalizados, e 0,46% estrangeiros. Considerando-se a região de nascimento, 97,65% eram naturais do Nordeste, 1,19% do Sudeste, 0,21% do Centro-Oeste e 0,12% do Sul (0,12%). Dentre os naturais de outras unidades da federação, os estados com maior percentual de residentes eram Paraíba (2,63%), Pernambuco (1,85%) e Rio de Janeiro (0,84%).
O Índice de Desenvolvimento Humano Municipal (IDH-M) de Vila Flor é considerado baixo pelo Programa das Nações Unidas para o Desenvolvimento (PNUD), sendo que seu valor é de 0,576 (o 4718º maior do Brasil). Considerando-se apenas o índice de longevidade o valor é 0,722, o valor do índice de renda é 0,561 e o de educação 0,471. De 2000 a 2010, a proporção de pessoas com renda domiciliar per capita de até meio salário mínimo reduziu em 50,9% e em 2010, 68,1% da população vivia acima da linha de pobreza, 17,2% encontrava-se na linha da pobreza e 14,7% estava abaixo e o coeficiente de Gini, que mede a desigualdade social, de 0,462, sendo que 1,00 é o pior número e 0,00 é o melhor. A participação dos 20% mais ricos no rendimento total municipal era de 50,8%, ou seja, mais de doze vezes superior à dos 20% mais pobres, de apenas 4,1%.

## Política e administração
A administração municipal se dá pelos poderes executivo e legislativo. O executivo é exercido pelo prefeito, auxiliado pelo seu gabinete de secretários. A atual prefeita é Ivania da Silva Martins, do Partido Comunista do Brasil (PCdoB), que foi eleita nas eleições municipais de 2016 com 55,30% dos votos válidos, ao lado de Rivaildo da Silva Barros como vice-prefeito. O poder legislativo, por sua vez, é constituído pela câmara municipal, composta por nove vereadores. Cabe à casa elaborar e votar leis fundamentais à administração e ao executivo, especialmente o orçamento participativo (Lei de Diretrizes Orçamentárias).
Em complementação ao processo legislativo e ao trabalho das secretarias, existem também conselhos municipais em atividade, entre os quais dos direitos da criança e do adolescente e tutelar, que foram criados em 2007. Vila Flor se rege por sua lei orgânica, que foi promulgada em 1º de abril de 1990, e é termo da comarca de Canguaretama, do poder judiciário estadual (o outro termo é Baía Formosa). O município pertence à 11ª zona eleitoral do Rio Grande do Norte e possuía, em dezembro de 2016, 2 577 eleitores, de acordo com o Tribunal Superior Eleitoral (TSE), representando 0,107% do eleitorado potiguar.

## Economia
Em 2014, segundo o IBGE, o Produto Interno Bruto (PIB) do município de Vila Flor era de R$ 27 392 mil, dos quais 4 511 mil do setor primário, R$ 4 198 mil do setor terciário, R$ 1 318 mil do setor secundário e R$ 2 560 mil de impostos sobre produtos líquidos de subsídios a preços correntes. O PIB per capita era de R$ 8 876,18.
Em 2015 o município possuía um rebanho de 510 galináceos (frangos, galinhas, galos e pintinhos), 131 bovinos, 82 ovinos, 65 suínos e 40 equinos. No mesmo ano, Vila Flor produziu 210 000 kg de camarão. Na lavoura temporária de 2015 foram produzidas cana-de-açúcar (40 000 t), batata-doce (100 t), mandioca (90 t), feijão (2 t) e milho (2 t), e na lavoura permanente foi reportada a produção de banana (200 t), manga (75 t), abacate (20 t) e coco (682 mil frutos).
Em 2010, considerando-se a população municipal com idade igual ou superior a dezoito anos, 62,4% era economicamente ativa ocupada, 18,7% ativa desocupada e 18,9% economicamente inativa. Ainda no mesmo ano, levando-se em conta a população ativa ocupada na mesma faixa etária, 44,23% trabalhavam no setor de serviços, 33,98% trabalhavam na agropecuária, 12,95% na construção civil, 5,44% no comércio e 1,43% em indústrias de transformação. Conforme a Estatística do Cadastro Central de Empresas de 2014, Vila Flor possuía 22 unidades (empresas) locais, todas atuantes; salários juntamente com outras remunerações somavam R$ 4 111 mil e o salário médio mensal era de 1,6 salários mínimos.

## Infraestrutura
O serviço de abastecimento de água de Vila Flor é feito pela Companhia de Águas e Esgotos do Rio Grande do Norte (CAERN) e a empresa responsável pelo fornecimento de energia elétrica é a Companhia Energética do Rio Grande do Norte (COSERN). A voltagem da rede é de 220 volts, sendo que no ano de 2007 existiam 730 consumidores e foram consumidos 4 244 KWh de energia. O código de área (DDD) de Vila Flor é 084 e o Código de Endereçamento Postal (CEP) varia na faixa de 59192-000 a 59193-999. Em 2010 o município tinha 99,59% de seus domicílios com água canalizada, 98,11% com eletricidade e 93,28% com coleta de lixo. Ao mesmo tempo, 75,27% tinham somente telefone celular, 0,50% apenas fixo e 4,88% possuíam ambos, enquanto que 19,36% não tinham nenhum.
A frota municipal em 2016 era de 359 motocicletas, 214 automóveis, 22 caminhonetes, 15 motonetas, 12 caminhões, cinco camionetas, três ônibus, três utilitários, dois micro-ônibus e um caminhão-trator, além de 18 em outras categorias, totalizando 654 veículos. O município é atravessado apenas pela RN-269, que liga Vila Flor a Canguaretama e à praia de Barra de Cunhaú.

### Saúde
A rede de saúde de Vila Flor dispunha, em 2009, de dois estabelecimentos públicos municipais que prestam atendimento ambulatorial, sendo ambos conveniados ao Sistema Único de Saúde (SUS). Em abril de 2010, a rede profissional de saúde era constituída por cinco médicos, quatro auxiliares de enfermagem, dois enfermeiros, um cirurgião-dentista e um psicólogo, totalizando 13 profissionais. O município pertence à I Regional de Saúde Pública (I URSAP) do Rio Grande do Norte, sediada em São José de Mipibu. Segundo dados do Ministério da Saúde, dois casos de AIDS foram registrados em Vila Flor entre 1990 e 2015 e, entre 2001 e 2012, foram notificados 95 casos de dengue e um de leishmaniose.
Em 2010, 3,9% das mulheres de 10 a 17 anos tiveram filhos. Em 2014, foram registrados 45 nascidos vivos, sendo que o índice de mortalidade infantil neste ano foi de 66,7 óbitos de crianças menores de cinco anos de idade a cada mil nascidos vivos. No mesmo ano, 100% das crianças menores de 1 ano de idade estavam com a carteira de vacinação em dia e 100% das crianças do município foram pesadas pelo Programa Saúde da Família, sendo que 3,9% delas estavam desnutridas.

### Educação
| 2005 | 2   | 2,1 |
| 2007 | 2,5 | 2,4 |
| 2009 | 2,6 | 1,9 |
| 2011 | 3,1 | 2,3 |
| 2013 | 3,2 | 2,3 |
| 2015 | 3,6 | 2,3 |

Vila Flor possuía uma expectativa média de 8,45 anos de estudos em 2010, valor abaixo da média estadual (9,54 anos), ao passo que a taxa de alfabetização da população acima dos dez anos indicada pelo último censo demográfico do mesmo ano foi de 77,8% (81,4% para as mulheres e 74,4% para os homens). A taxa de conclusão do ensino fundamental, entre jovens de 15 a 17 anos, era de 26,2%, enquanto o percentual de conclusão do ensino médio (18 a 24 anos) era de 30,4%.
O percentual de crianças de cinco a seis anos na escola era de 100% e de onze a treze anos cursando o fundamental de 62,76%. Entre os jovens, a proporção na faixa de quinze a dezessete anos com fundamental completo era de 26,41% e dezoito a vinte anos com ensino médio completo de apenas 20,36%. Considerando-se apenas a escolaridade da população com idade igual ou superior a 25 anos, 31,81% não sabiam ler ou escrever, 30,68% tinham fundamental completo, 13,98% tinham ensino médio completo e apenas 3,34% ensino superior completo.
Em 2015, a distorção idade-série ou defasagem entre alunos do ensino fundamental, ou seja, com idade superior à recomendada, era de 23,7% para os anos iniciais e 69,6% nos anos finais, chegando a 52,3% no ensino médio. No mesmo ano o município possuía uma rede de duas escolas do pré-escolar (sete docentes), cinco de ensino fundamental (com 36 docentes) e uma de ensino médio (nove docentes), com um total de 725 matrículas.

## Cultura
No calendário cultural do município, destacam-se as festas de Nossa Senhora do Desterro (padroeira municipal) e emancipação política de Vila Flor, realizadas nos meses de fevereiro e dezembro, respectivamente. O folclore vila-florense, herdado da colonização portuguesa, é valorizado em danças como o fandango e o nau catarineta, apresentadas durante os festejos da padroeira.
O artesanato é outra forma espontânea da expressão cultural vila-florense, com destaque para a confecção de cestas e esteiras, feitas a partir do uso da fibra do coco e da palha da carnaúba. Integrante do Polo Costa das Dunas, Vila Flor possui como atrativos turísticos a capela de Nossa Senhora do Desterro, a Casa de Câmara e Cadeia e a Fortificação de Sete Buracos, integrantes do patrimônio histórico-cultural local, além do rio Catu, do mirante Cabo de Bacopari e do sítio arqueológico, locais destinados à prática do ecoturismo.